# Jeremy Clarkson

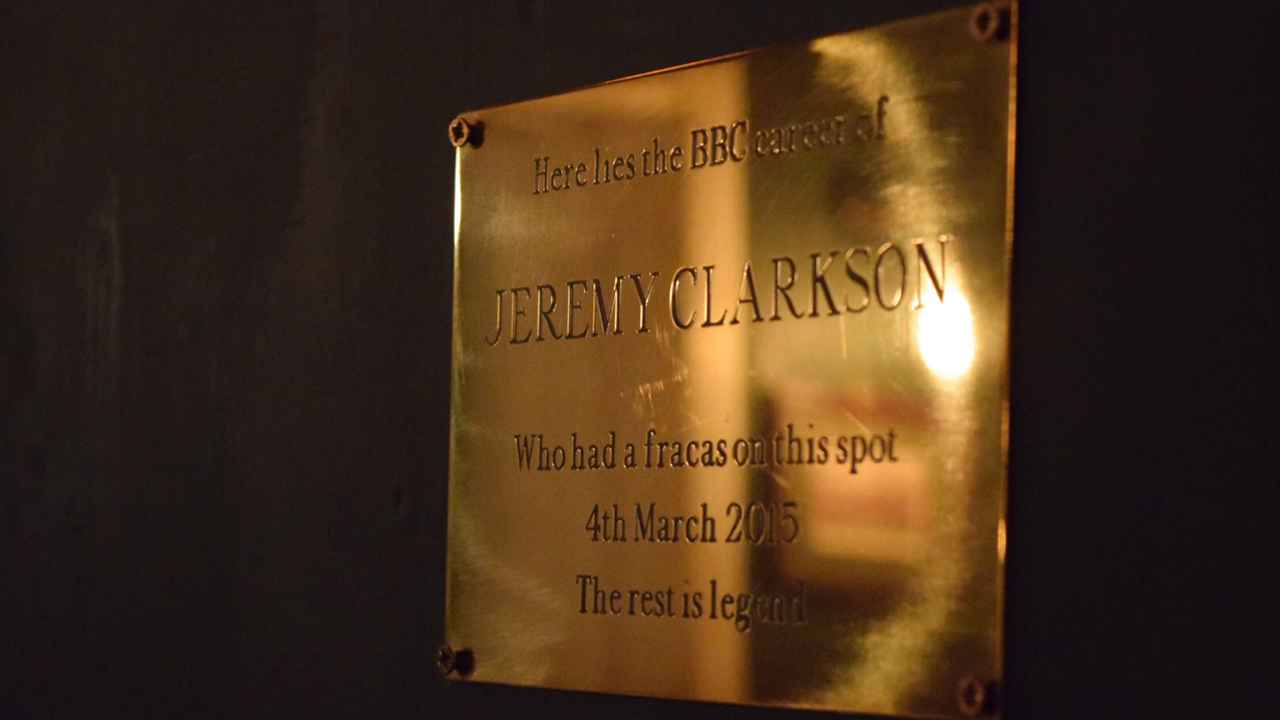
Satyryczna tablica pamiątkowa w Simonstone Hall Hotel w Yorkshire upamiętniająca miejsce w którym doszło do kłótni między Clarksonem a producentem Top Gear

Jeremy Charles Robert Clarkson (ur. 11 kwietnia 1960 w Doncaster) – angielski dziennikarz telewizyjny, zajmujący się motoryzacją, a także publicysta, podróżnik i rolnik, najbardziej znany jako prezenter programu Top Gear oraz prowadzący teleturniej Who Wants to Be a Millionaire?.

## Życiorys
Clarkson zdobywał wykształcenie w szkole średniej w Repton, z której – jak twierdzi – został usunięty za naganne zachowanie. Po opuszczeniu szkoły pracował w firmie swoich rodziców, gdzie zajmował się sprzedażą zabawek – Misiów Paddingtonów. Następnie zatrudnił się w redakcji Rotherham Advertiser, gdzie doskonalił swoje umiejętności dziennikarskie. Wspólnie z Jonathanem Gillem założył następnie Motoring Press Agency, która prowadziła przeznaczone dla prasy lokalnej testy samochodów. Recenzje samochodów autorstwa Clarksona trafiały też do specjalistycznych magazynów samochodowych, takich jak Performance Car.
W 1987 opisywał gry na komputer Amstrad CPC, między innymi odmiany gry Breakout.
Prowadził w BBC cykliczny program poświęcony samochodom oraz sportom motorowym Top Gear. Był także prezenterem cyklu Jeremy Clarkson’s Extreme Machines, w którym zajmował się innymi pojazdami- samolotami, okrętami podwodnymi oraz amfibiami. Clarkson pisze także cotygodniowe felietony do The Sunday Times i do The Sun.
Prezenter miał wypadek samochodowy podczas kręcenia zdjęć do dwunastej serii Top Gear, gdy celowo wjechał w ścianę z cegieł samochodem ciężarowym, jednak siła zderzenia była znacznie większa niż przewidywano. Jest to pierwszy tak poważny wypadek Clarksona od 31 lat.
W trakcie kręcenia programu Top Gear, Clarkson odbył wiele podróży po całym świecie, m.in. przepłynął samochodem-amfibią własnej konstrukcji przez kanał La Manche wspólnie z Richardem Hammondem i Jamesem Mayem.
Clarkson i May są pierwszymi ludźmi, którzy dotarli samochodem na północny biegun geomagnetyczny (78°35′07″N, 104°11′09″W). Wyprawa była elementem zorganizowanego na potrzeby Top Gear wyścigu z psim zaprzęgiem Richarda Hammonda.
25 marca 2015 roku kontrakt Clarksona z BBC nie został przedłużony. Nie otrzymał on jednak zakazu występów w stacji. Powodem było uderzenie jednego z producentów podczas sprzeczki, do której doszło po zakończeniu zdjęć do jednego z odcinków programu. W tym samym roku Jeremy Clarkson wraz z Jamesem Mayem i Richardem Hammondem podpisali kontrakt na poprowadzenie nowego programu The Grand Tour w serwisie Amazon.com Pierwszy sezon zapowiedziano na rok 2016. W marcu 2018 roku ogłoszono, że Clarkson został wybrany nowym prowadzącym teleturniej Who Wants to Be a Millionaire?, który w Polsce znany jest jako Milionerzy. Odcinki z udziałem Clarksona można oglądać w Wielkiej Brytanii na niekodowanym kanale ITV; w Polsce natomiast brytyjska wersja teleturnieju nadawana jest przez stację BBC Brit z tłumaczeniem lektora i planszami z pytaniami przygotowanymi w języku polskim. 
W 2020 roku został prowadzącym program I bought the Farm. Od 2021 prowadzi program Clarkson's Farm, opowiadający o jego pracy jako rolnik w Cotswolds. W 2021 został laureatem nagrody Farming Champion nadawanej przez National Farmers Union.

## Książki
W Polsce ukazały się nakładem krakowskiego wydawnictwa Insignis Media następujące książki jego autorstwa:
- Motoświat (Motorworld, 1996) z płytą DVD – zbiór reportaży z podróży Clarksona
- Wściekły od urodzenia (Born to be Riled, 1999) – najobszerniejszy dotychczas zbiór felietonów, w podtytule „Pisma zebrane Jeremy’ego Clarksona”
- Świat według Clarksona (The World According To Clarkson, 2004) – zbiór felietonów
- Wiem, że masz duszę (I Know You Got Soul, 2005) – zbiór 21 esejów o ulubionych maszynach Clarksona
- Świat według Clarksona, część 2: I jeszcze jedno... (And Another Thing...: The World According To Clarkson Volume 2, 2006) – zbiór felietonów
- Nie zatrzymasz mnie (Don’t Stop Me Now, 2007) – zbiór felietonów opisujących samochody, wydany również w pełnokolorowej wersji albumowej
- Świat według Clarksona, część 3: Na litość boską! (For Crying Out Loud!: The World According To Clarkson Volume 3, 2008) – zbiór felietonów
- Doprowadzony do szału (Driven to Distraction, 2009) – zbiór felietonów
- Świat według Clarksona, część 4: W czym problem? (How Hard Can It Be?: The World According To Clarkson Volume 4, 2010) – zbiór felietonów
- Wytrącony z równowagi (Round The Bend, 2011) – zbiór felietonów
- Moje lata w Top Gear (The Top Gear Years, 2012) zbiór felietonów
- Świat według Clarksona, część 5: Przecież nie proszę o wiele... (Is It Really Too Much To Ask?: The World According To Clarkson Volume 5, 2013) – zbiór felietonów
- Co może pójść nie tak? (What Could Possibly Go Wrong..., 2014) – zbiór felietonów
- Świat według Clarksona, część 6: Tak jak mówiłem… (As I was saying...: The World According To Clarkson Volume 6, 2015) – zbiór felietonów
- Świat według Clarksona, część 7: Jeśli mógłbym dokończyć… (If You’d Just Let Me Finish: The World According To Clarkson Volume 7, 2018) – zbiór felietonów
- Naprawdę? (Really?, 2019) – zbiór felietonów
- Świat według Clarksona, część 8: Czy da się to przyspieszyć? (Can You Make This Thing Go Faster?: The World According To Clarkson Volume 8, 2020)
- Diddly Squat. Nie miał chłop kłopotu, kupił sobie świnie, tłum. Dominika Braithwaite, 2023, ISBN 978-83-67710-83-1

Oprócz nich Clarkson napisał:
- 1996: Clarkson on Cars: Writings and Rantings of the BBC’s Top Motoring *Correspondent
- 1997: Clarkson’s Hot 100
- 1998: Jeremy Clarkson’s Planet Dagenham: Drivestyles of the Rich and Famous
- 2000: Jeremy Clarkson on Ferrari
- 2001: Jeremy Clarkson’s Ultimates Ferrari

## Filmy/DVD
- Jeremy Clarkson: Motorsport Mayhem (1995)
- Jeremy Clarkson: Unleashed on Cars (1996)
- Apocalypse Clarkson (1997)
- The Most Outrageous Jeremy Clarkson Video in the World...Ever! (1998)
- Jeremy Clarkson: Head to Head (1999)
- Jeremy Clarkson At Full Throttle (2000)
- Clarkson’s Top 100 Cars (2001)
- Clarkson: No Limits (2002)
- Clarkson: Shoot-Out (2003)
- Clarkson: Hot Metal (2004)
- Clarkson: Heaven and Hell (2005)
- Clarkson: The Good, the Bad & the Ugly (2006)
- Clarkson: Supercar Showdown (2007)
- Clarkson: Thriller (2008)
- Clarkson: Duel (2009)
- Clarkson: The Italian Job (2010)
- Clarkson: Powered up (2011)
- Top Gear: The Worst Car in the History of the World (z Jamesem Mayem) (2012)

Sześć filmów z powyższej listy zostało w 2008 roku wydane w polskiej wersji językowej pod następującymi tytułami:
- Odstrzał (Shoot-Out)
- Święte i przeklęte (Heaven and Hell)
- Dobry, Zły, Brzydki (The Good, the Bad & the Ugly)
- Supersamochody: Ostateczne starcie (Supercar Showdown)
- Thriller
- Pojedynek (Duel)
- Top Gear: Najgorszy samochód w historii (z Jamesem Mayem, 2013)